# Franklin Gothic
Franklin Gothic y sus fuentes relacionadas son fuentes realistas de tipo sans-serif originadas por Morris Fuller Benton (1872-1948) en 1902. "Gothic" era un término contemporáneo (ahora poco usado excepto para describir diseños de período) que significa palo seco. Franklin Gothic se ha utilizado en muchos anuncios y titulares de periódicos. La fuente tipográfica sigue manteniendo un alto perfil y aparece en una variedad de medios de comunicación, desde libros a vallas publicitarias. A pesar de un período de olvido en la década de 1930, después de la introducción de variedades europeas como Kabel y Futura los diseñadores estadounidenses la redescubrieron en la década de 1940 y ha seguido siendo popular desde entonces.

## Historia

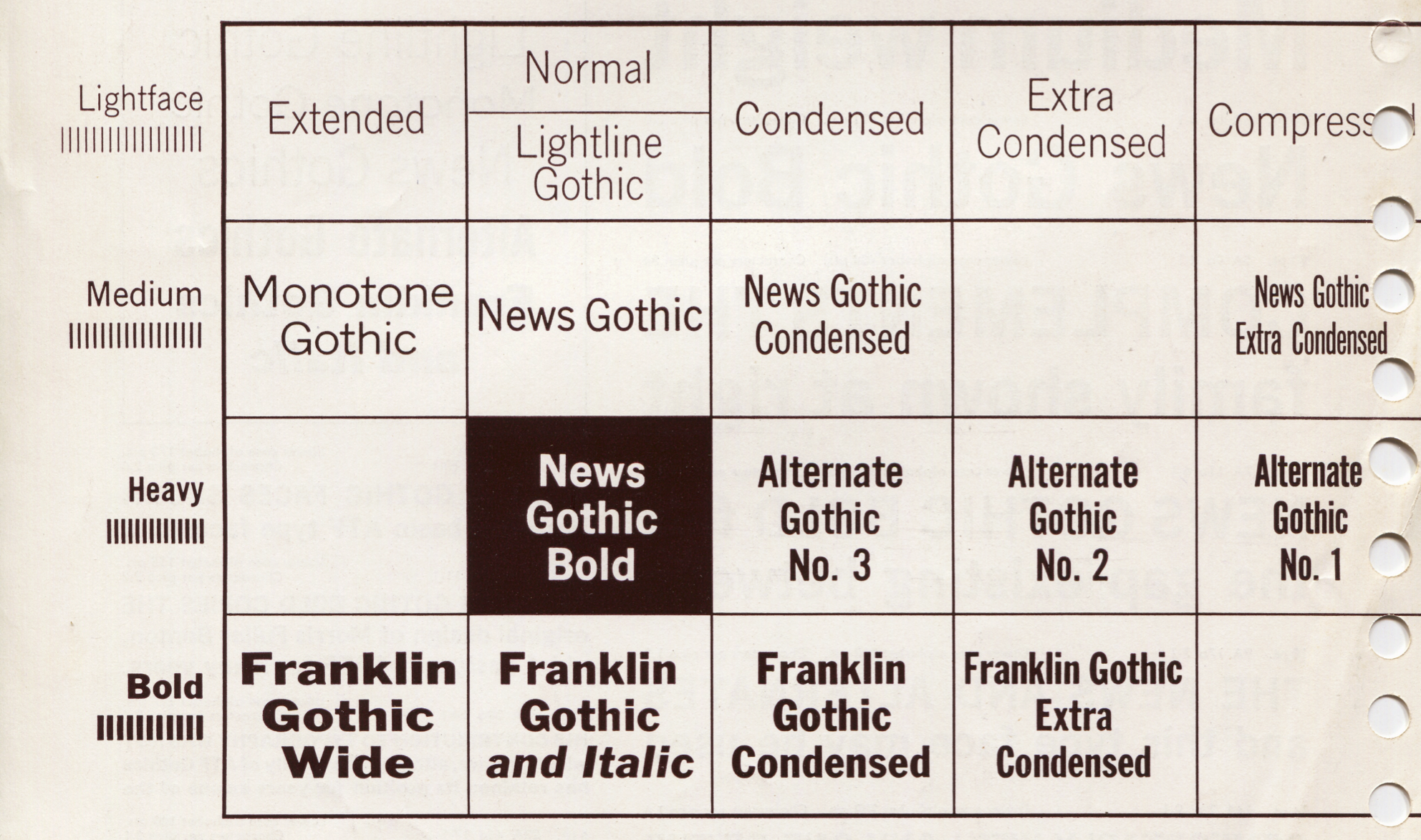
Una guía que explica los nombres utilizados por la ATF (American Type Founders) para sus muchos algo relacionados tipos "góticos".

Franklin Gothic en sí es un tipo sans-serif extra-negrita. Se basa en modelos anteriores, del siglo XIX, de muchas de las veintitrés fundiciones consolidadas en la American Type Founders en 1892. El historiador Alexander Lawson especuló que la fuente Franklin Gothic estaba influida por la Akzidenz-Grotesk de Berthold, pero no ofreció ninguna evidencia para apoyar esta teoría, la cual, más adelante, se presentó  como un hecho verídico por Philip Meggs y Rob Carter. Se llamó así en honor del prolífico político, inventor e impresor estadounidense, Benjamin Franklin. Los diferentes caracteres, desarrollados a lo largo de diez años, fueron diseñados por Benton y publicados por la American Type Founders.
- Franklin Gothic (1902)
- Franklin Gothic Condensed + Extra Condensed (1906)
- Franklin Gothic Italic (1910)
- Franklin Gothic Condensed Shaded (1912)

Muchos años más tarde, la fundición amplió de nuevo la línea al agregar dos variantes más:
- Franklin Gothic Ancho (1952) diseñado por John L. “Bud” Renshaw
- Franklin Gothic Condensed Italic (1967) diseñado por Whedon Davis

Se puede distinguir de otros tipos de letra sans-serif por su más tradicional doble piso a y especialmente g (como gs de doble piso son raros en fuentes sans-serif), la cola de la Q y la "oreja" de la g. La cola de la Q se enrolla desde el centro inferior de la letra en el peso del libro y se desplaza ligeramente hacia la derecha en las fuentes más audaces.

### Copias de metales calientes
Barnhart Brothers & Spindler copió la fuente como Gothic # 1, mientras que Linotype e Intertype llamaron a sus copias Gothic #16. La copia de Monotype conservaba el nombre de Franklin Gothic pero, debido a las exigencias de la composición mecánica, su versión se modificó para ajustarse a un arreglo estándar. La versión de Ludlow se conocía como Square Gothic Heavy.

### Copias de tipo frío
Debido a la popularidad de posguerra de las fuentes góticas, la mayoría de los productores de tipo frío ofrecieron sus propias versiones de Franklin Gothic. Estos incluyen:
- Franklin Ghotic — Alphatype, Autologic, Berthold, Dymo, Mergenthaler, MGD Sistemas Gráficos, Varityper
- Franklin — Compugraphic
- Pittsburgh — Inc. de Sistemas gráficos

### Copias digitales
Las copias digitales han sido realizadas por Adobe, International Typeface Corporation, Monotype Imaging y URW. Victor Caruso diseñó una familia de varios tipos para la International Typeface Corporation (ITC) en 1980 y en 1991, la ITC encargó a Font Bureau en Boston para crear versiones condensadas, comprimidas y extra comprimidas de ITC Franklin Gothic. La versión de Bitstream se llama Gothic 744. Microsoft Windows ha distribuido "Franklin Gothic Medium", una de las variantes de la fuente del ITC, en todas las copias desde al menos Windows 95.

## Alternate Gothic
Alternate Gothic fue diseñada por M.F. Benton para ATF en 1903. Es esencialmente una versión moderadamente audaz condensada de Franklin Gothic, hecha en tres anchos numerados. El N.º. 1 es el más condensado, el 3 el que menos.

### Copias de metales calientes
Esta fuente fue copiada por Monotype bajo el mismo nombre, #1, por Ludlow, Linotype e Intertype como Gothic Condensed. El Trade Gothic Condensed de Ludlow es muy similar también. Se realizaron dos variantes:
- Alternate Gothic Modernized (1927, Monotype), añadió trece personajes alternativos dibujados por Sol Hess.
- Condensed Gothic Outline (1953, Ludlow), Es esencialmente un esbozo de Alternate Gothic # 2.[6]

### Copias de tipo frío
Alternate Gothic fue copiado por Compugraphic como Alpin Gothic.

### Copias digitales
Copias digitales han sido realizadas por URW, Elsner+Flake y Monotype como CG Alternate Gothic #3.
Micah Rico y varios colaboradores de The League of Moveable Type hicieron una popular versión OFL autorizada de Alternate Gothic #1, League Gothic.

## Monotone Gothic
Monotone Gothic fue diseñado por M.F. Benton para ATF en 1907. Es esencialmente una versión más ligera, más extendida de Franklin Gothic. Sólo se hizo un peso y aparentemente nunca fue copiado bajo ese nombre por ninguna otra empresa. Las versiones digitales de Franklin Gothic Light Extended son esencialmente knock-offs de esta fuente.

## News Gothic
News Gothic fue diseñado por M.F. Benton para ATF en 1908 como un esfuerzo continuo para consolidar y sistematizar las fuentes góticas del siglo XIX heredadas de los predecesores de la compañía. Es esencialmente un compañero de peso medio de Franklin Gothic. Morris cortó siete variaciones para ATF:
- News Gothic
- News Gothic Italic
- News Gothic Condensed
- News Gothic Extra Condensed
- News Gothic Extra Condensed Title
- News Gothic Bold
- News Gothic Condensed Bold

Cuando con Franklin gótico, la fundición expandió la línea en algún momento posterior al añadir dos variantes:
- News Gothic Bold (1958) diseñada por John L. “Bud” Renshaw
- News Gothic Condensed Bold (1965) diseñada por Franco Bartuska

## Lightline Gothic
Lightline Gothic fue diseñada por M.F. Benton para la ATF en 1908 como una versión más ligera de News Gothic, que lo convierte en una versión ultraligera de Franklin Gothic. Sólo se hizo un peso y aparentemente nunca fue copiado bajo ese nombre por ninguna otra fundición. Las versiones digitales de Franklin Gothic Ultra-Light son esencialmente knock-offs de esta fuente.

### Variantes de metal caliente
En 1921, M.F. Benton tenía los capiteles de esta fuente fundidos en diferentes tamaños en cuerpos idénticos, creando así, ex nihilo, un revestimiento Gothic que se vendía bajo el nombre de Lightline Title Gothic.

## Usos
- La Universidad de Nueva York enumera Franklin Gothic como fuente oficial.
- Franklin Gothic es la fuente del título y del título de artículo utilizada por la revista Time.
- La fuente de Franklin Gothic era el tipo de letra residente de la serie de PBS de The Electric Company.
- Las tarjetas de categoría en todas las versiones 1973-92 de Pyramid fueron impresas en Franklin Gothic Extra Condensed.
- Franklin Gothic es la tipografía oficial del Museo de Arte Moderno de Nueva York.
- Las fichas, en las versiones americanas y canadienses, de Scrabble utilizan actualmente la fuente de Franklin Gothic Book.
- El título de la película Rocky es Franklin Gothic Heavy.
- El programa de juegos Press Your Luck usó esta fuente para cantidades de dólares y otros espacios especiales en el Big Board.
- El juego de ordenador You Do not Know Jack.
- La Universidad de Cardiff utiliza Franklin Gothic como su principal tipografía corporativa.
- Franklin Gothic Condensed fue el tipo de letra utilizado para los subtítulos en las películas de Star Wars, pero contrariamente a algunos informes, News Gothic y Univers se utilizan para el arrastre de apertura.
- El logotipo de Bank of America utiliza Franklin Gothic Condensed.
- Nickelodeon durante comerciales en los años 80.
- Muchas de las obras de arte de Lawrence Weiner se encuentran en Franklin Gothic Extra Condensed.
- AXA en Reino Unido utiliza Franklin Gothic Heavy en su redefinición.
- La película Batman de 2008, The Dark Knight, utilizó el Franklin Gothic en su campaña publicitaria.
- En el libro infantil Corby Flood, Franklin Gothic es un miembro de la malvada Hermandad de Payasos.
- Los deportes de la CBS utilizaron esta fuente para sus gráficos durante el temprano-mid-1980s.
- TNT utilizó esta fuente para sus gráficos durante los primeros años de los noventa.
- El texto de la portada de Lady Gaga en su segundo álbum, The Fame Monster.
- Varios titulares de sección del New York Times.
- La versión impresa de The Onion utiliza Franklin Gothic Extra Condensed para todo el texto del título.
- Showtime utiliza esta fuente en su logotipo.
- La etiqueta holandesa Spinnin Records también utiliza esta fuente en su logotipo, así como en las obras de las canciones lanzadas por la etiqueta.
- Frederator Studios utiliza esta fuente en su página web.
- Loesje utiliza esta fuente en sus carteles.
- El texto de portada de Van Morrison en su solo Brown Eyed Girl.
- El espectáculo de Nickelodeon Bucket & Skinner's Epic Adventures utiliza este tipo de letra en su logo.
- El Partido Conservador de Canadá utiliza esta fuente en su logotipo.
- Countdown with Keith Olbermann usó esta fuente en sus gráficos durante su período en Current TV.
- La cobertura de la CBS de la Macy's Thanksgiving Day Parade usa esta fuente en sus gráficos y tercios inferiores.
- Lidl utiliza Franklin Gothic como su fuente principal.
- El Columbia College Chicago implementa Franklin Gothic en su marca principal.
- Microsoft utilizó Franklin Gothic Medium para la marca de producto durante el marco de tiempo de Windows XP. También se usó como etiqueta para el botón Inicio en el Tema Luna de Windows XP.
- Franklin Gothic Medium Condensed fue utilizado para los papeles, títulos de la tripulación y nombres en los créditos finales de la película de 1996 Space Jam.
- Un corte personalizado de la fuente se utiliza para mostrar los números de los jugadores en la Indian Premier League.
- Curb Your Enthusiasm lo usa en su toma de título.
- America TV: utilizó desde 1995 a 2005 fue usado una cadena de televisión argentina